# Tlenowce
| Grupa → | 16 VIA |
| ↓ Okres |        |
| ------- | ------ |
| 2       | 8 O    |
| 3       | 16 S   |
| 4       | 34 Se  |
| 5       | 52 Te  |
| 6       | 84 Po  |
| 7       | 116 Lv |

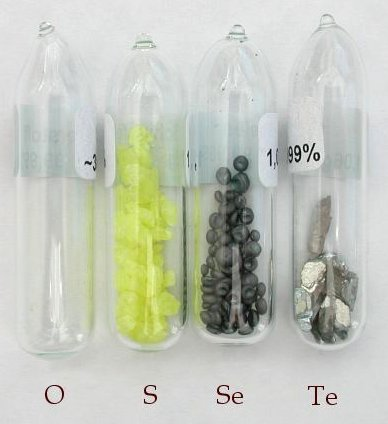
Próbki tlenowców

Tlenowce (siarkowce, chalkogeny) – nazwa pierwiastków należących do 16 (daw. VIA lub VI głównej) grupy układu okresowego. Są to tlen, siarka, selen, tellur, polon i liwermor. Nazwa chalkogeny pochodzi z greckiego chalkos oznaczającego brąz lub metal i związana jest z powszechnym występowaniem tlenu i siarki w rudach metali.

Tlenowce
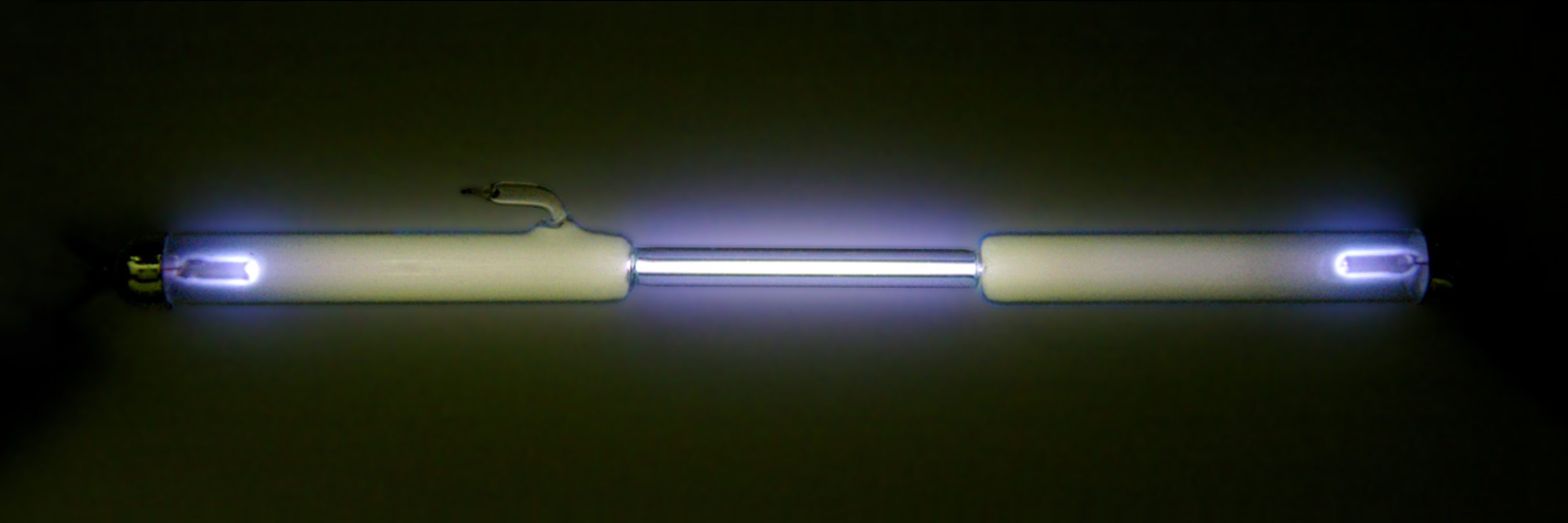
tlen
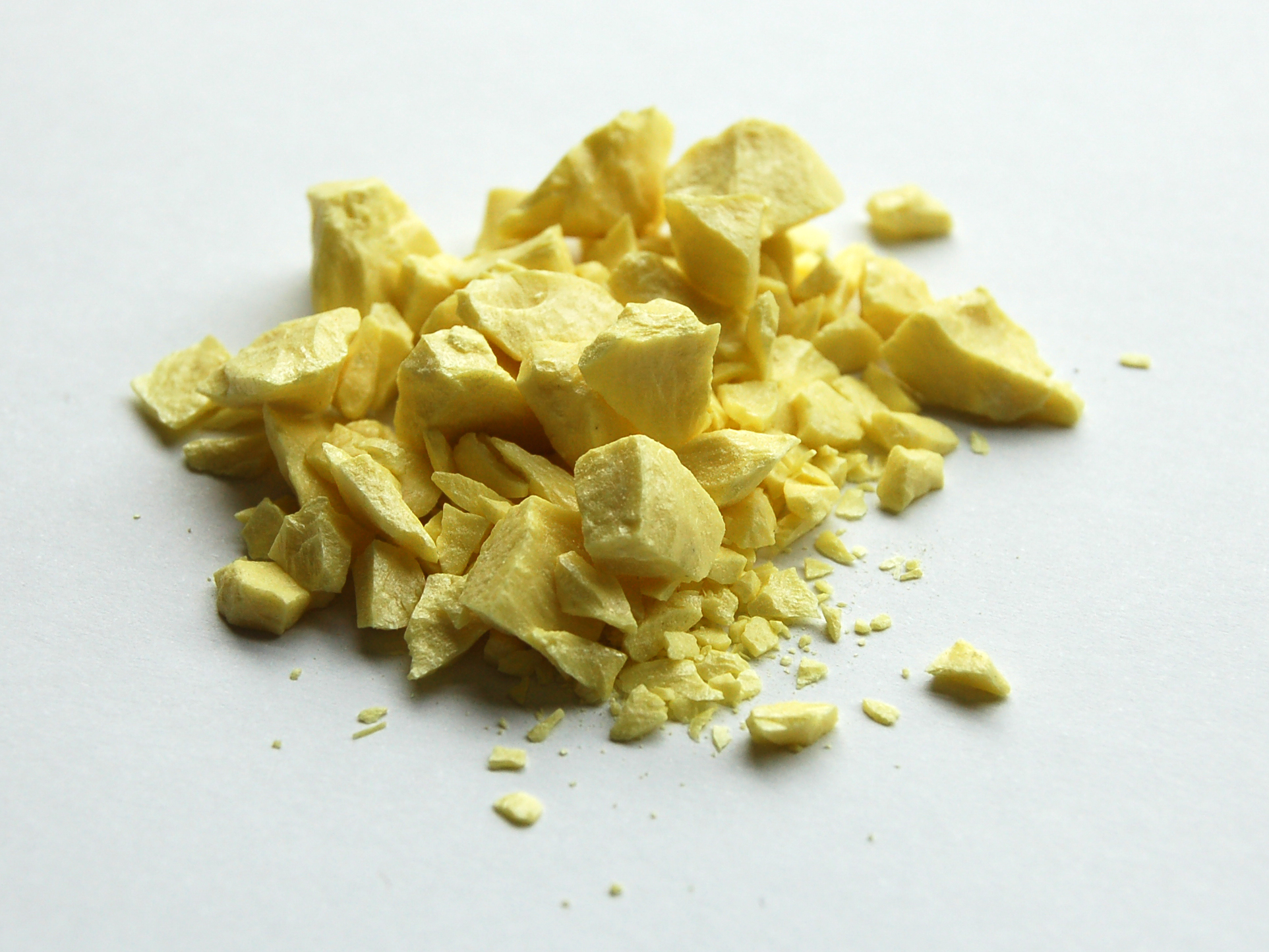
siarka
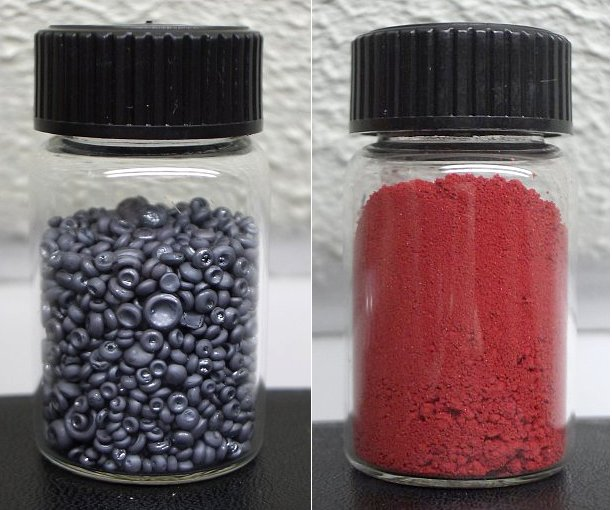
selen
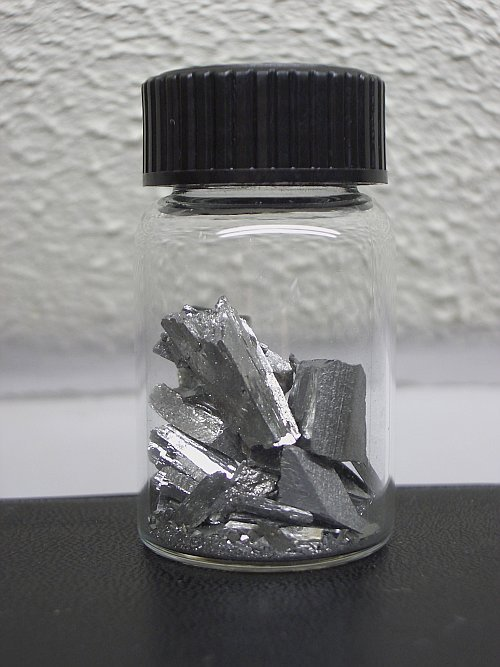
tellur

Wszystkie tlenowce mają 6 elektronów walencyjnych i w związkach chemicznych występują na stopniach utlenienia od −2 do +6. Tlen z powodu dużej liczby elektronów przy małej liczbie powłok ma bardzo mały promień atomowy i posiada właściwości nieco odmienne niż reszta pierwiastków tej grupy, a jego stopień utlenienia w związkach wynosi zazwyczaj −2 lub −1 (dodatnie stopnie utlenienia +1 i +2 osiąga jedynie w związkach z fluorem). Polon i liwermor są pierwiastkami promieniotwórczymi. Polon występuje na Ziemi w śladowych ilościach, ze względu na to, że jego izotopy są tworzone w naturalnych szeregach promieniotwórczych, a liwermor został wytworzony sztucznie w reakcjach syntezy jądrowej.
Tlenowce tworzą dwuujemne aniony:
- O2− – anion tlenkowy, występuje m.in. w tlenkach i wielu związkach organicznych; nie wykazano jednak istnienia tego jonu w wodzie;
- S2− – anion siarczkowy, występuje w siarczkach;
- Se2− – anion selenkowy, występuje w selenkach;
- Te2− – anion tellurkowy, występuje w tellurkach;
- Po2− – anion polonkowy, występuje w polonkach;

Ponadto znane są aniony wielopierwiastkowe, np. nadtlenki O22−, wielosiarczki Sn2−, wieloselenki Sen2− i wielotellurki Ten2−.
Charakter pierwiastków zmienia się w dół grupy od niemetalicznego (tlen, siarka) do metalicznego (polon). Aktywność chemiczna maleje od tlenu do polonu wraz z elektroujemnością. Tlen jest gazem, pozostałe pierwiastki są ciałami stałymi. Tlenowce są pierwiastkami bardziej aktywnymi jako utleniacze od azotowców z powodu większej elektroujemności. Szybko utleniają litowce, nieco wolniej berylowce, reagują także z innymi metalami, wolno także z niektórymi metalami półszlachetnymi i szlachetnymi, takimi jak miedź, srebro i rtęć, tworząc tlenki lub sole (siarczki, selenki, tellurki, polonki). Siarka, selen, tellur i polon łączą się bezpośrednio z tlenem dając tlenki o właściwościach kwasowych, rosnących wraz ze stopniem utlenienia tlenowca (SO2 bezwodnik słabego kwasu H2SO3, SO3 bezwodnik mocnego kwasu H2SO4).
| Tlenowiec | Masa atomowa [u] | Temperatura topnienia [K] | Temperatura wrzenia [K] | stan skupienia | Elektroujemność (według Paulinga) | Konfiguracja elektronowa (podkreślono elektrony walencyjne) |
| --------- | ---------------- | ------------------------- | ----------------------- | -------------- | --------------------------------- | ----------------------------------------------------------- |
| Tlen      | 16               | 54                        | 90                      | gaz            | 3,4                               | [He] 2s22p4                                                 |
| Siarka    | 32               | 388                       | 718                     | ciało stałe    | 2,58                              | [Ne] 3s23p4                                                 |
| Selen     | 79               | 494                       | 958                     | ciało stałe    | 2,55                              | [Ar] 4s23d104p4                                             |
| Tellur    | 128              | 723                       | 1261                    | ciało stałe    | 2,1                               | [Kr]5s24d105p4                                              |
| Polon     | 209              | 527                       | 1235                    | ciało stałe    | 2,0                               | [Xe] 6s24f145d106p4                                         |

| Tlenowiec | Wodorki | Tlenki      | Główne kwasy tlenowe |
| --------- | ------- | ----------- | -------------------- |
| Tlen      | H2O,    | nie dotyczy | nie dotyczy          |
| Siarka    | H2S     | SO2, SO3    | H2SO3, H2SO4         |
| Selen     | H2Se    | SeO2, SeO3  | H2SeO3, H2SeO4       |
| Tellur    | H2Te    | TeO2, TeO3  | H2TeO3               |
| Polon     | PoH2    | PoO2, PoO3  | ?                    |